# Скачча
Скачча (итал. scaccia, мн. ч. scacce, также scacciata или sciachiatta) — блюдо сицилийской кухни, запечённый в духовке пирожок с начинкой, имеющий прямоугольную форму. Особенностью скаччи является то, что для её приготовления использую прямоугольник тонкого теста из твёрдых сортов пшеницы, который затем сворачивают в рулет, так, чтобы внутри скаччи слои начинки перемежались со слоями теста.

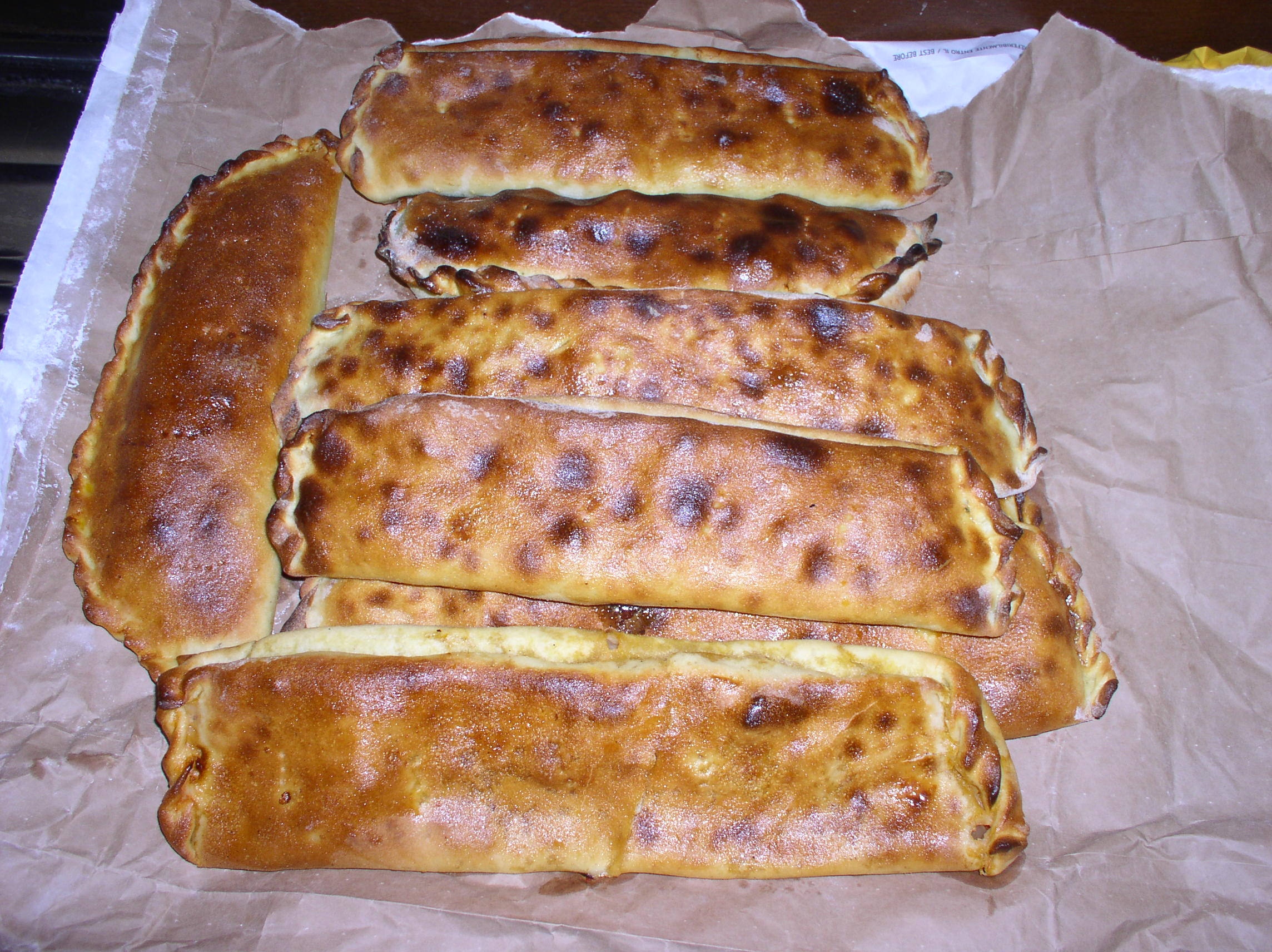

Начинкой для скаччи может быть практически что угодно: сыр рикотта, овощи (лук, помидоры, картофель, баклажаны, цветная капуста, шпинат, цукини), колбаса, анчоусы, травы и специи (петрушка, розмарин, тимьян, базилик) в различных сочетаниях.
Скачча или скачата распространена на Сицилии в регионах Катания, Сиракузы, Рагуза и Мессина. Скаччу также готовят представители сицилийской диаспоры в США.
Первоначально скачча была блюдом бедных, а в качестве начинки нередко использовались остатки еды, остававшиеся у крестьян. Таким образом, функционально скачча была аналогом неаполитанской пиццы, хотя по форме ближе к другому итальянскому пирожку с начинкой — кальцоне.